# Grand Prix Belgii 1947
Grand Prix Belgii 1947 (oryg. X Grand Prix de Belgique) – jeden z wyścigów Grand Prix rozegranych w 1947 roku, a drugi spośród tzw. Grandes Épreuves.

## Lista startowa
Na niebieskim tle kierowcy, którzy nie wzięli udziału w kwalifikacjach, lecz współdzielili samochód w czasie wyścigu
| Nr | Kierowca                | Zespół        | Samochód          | Silnik       |   |
| -- | ----------------------- | ------------- | ----------------- | ------------ | - |
| 2  | Carlo Felice Trossi     | Alfa Corse    | Alfa Romeo 158    | Alfa Romeo   | ? |
| 2  | Gianbattista Guidotti   | Alfa Corse    | Alfa Romeo 158    | Alfa Romeo   | ? |
| 4  | Achille Varzi           | Alfa Corse    | Alfa Romeo 158    | Alfa Romeo   | ? |
| 6  | Consalvo Sanesi         | Alfa Corse    | Alfa Romeo 158    | Alfa Romeo   | ? |
| 8  | Jean-Pierre Wimille     | Alfa Corse    | Alfa Romeo 158    | Alfa Romeo   | ? |
| 10 | Raymond Sommer          | prywatny      | Maserati 4CL      | Maserati L4c | ? |
| 16 | Emmanuel de Graffenried | prywatny      | Maserati 4CL      | Maserati L4c | ? |
| 18 | Christian Kautz         | Enrico Platé  | Maserati 4CL      | Maserati L4c | ? |
| 20 | Louis Chiron            | Ecurie France | Talbot-Lago T26SS | Talbot L6    | ? |
| 22 | Louis Rosier            | prywatny      | Talbot-Lago T26SS | Talbot L6    | ? |
| 24 | Maurice Trintignant     | Ecurie Gersac | Delage 3000       | Delage L6    | ? |
| 28 | Henri Louveau           | Ecurie Gersac | Delage 3000       | Delage L6    | ? |
| 30 | Benoît Falchetto        | prywatny      | Bugatti 35        | Bugatti L8   | ? |
| 32 | Yves Giraud-Cabantous   | Ecurie France | Talbot-Lago T26SS | Talbot L6    | ? |
| 34 | Eugène Chaboud          | Ecurie France | Delahaye 135S     | Delahaye L6  | ? |
| 36 | Emile Cornet            | Ecurie France | Delahaye 135S     | Delahaye L6  | ? |
| 40 | Leslie Johnson          | prywatny      | Talbot-Lago 150C  | Talbot L6    | ? |
| 42 | Peter Whitehead         | prywatny      | ERA B             | ERA L6c      | ? |
| 44 | Bob Gerard              | prywatny      | ERA B             | ERA L6c      | ? |
| 44 | Cuth Harrison           | prywatny      | ERA B             | ERA L6c      | ? |
| Nr | Kierowca                | Zespół        | Samochód          | Silnik       |   |

## Wyniki

### Wyścig
Źródło: statsf1
| 1                 |    | 8        | Jean-Pierre Wimille                       | Alfa Romeo  | 35            | 3:18:28,64         |                        |
| 2                 |    | 4        | Achille Varzi                             | Alfa Romeo  | 34            | +1 okr             |                        |
| 3                 |    | 2        | Carlo Felice Trossi Gianbattista Guidotti | Alfa Romeo  | 33            | +2 okr             | Samochód współdzielony |
| 4                 |    | 44       | Bob Gerard Cuth Harrison                  | ERA         | 32            | +3 okr             | Samochód współdzielony |
| 5                 |    | 24       | Maurice Trintignant                       | Delage      | 31            | +4 okr             |                        |
| 6                 |    | 22       | Louis Rosier                              | Talbot-Lago | 30            | +5 okr             |                        |
| 7                 |    | 40       | Leslie Johnson                            | Talbot-Lago | 29            | +6 okr             |                        |
| Niesklasyfikowani |    |          |                                           |             |               |                    |                        |
|                   |    | 6        | Consalvo Sanesi                           | Alfa Romeo  | 32            | Skrzynia biegów    |                        |
|                   |    | 28       | Henri Louveau                             | Delage      | 18            | ?                  |                        |
|                   |    | 34       | Eugène Chaboud                            | Delahaye    | 17            | ?                  |                        |
|                   |    | 32       | Yves Giraud-Cabantous                     | Talbot-Lago | 15            | Stracone koło      |                        |
|                   |    | 36       | Emile Cornet                              | Delahaye    | 15            | ?                  |                        |
|                   |    | 10       | Raymond Sommer                            | Maserati    | 14            | Podwozie           |                        |
|                   |    | 18       | Christian Kautz                           | Maserati    | 14            | Pompa paliwowa     |                        |
|                   |    | 20       | Louis Chiron                              | Talbot-Lago | 9             | Silnik             |                        |
|                   |    | 42       | Peter Whitehead                           | ERA         | 6             | Świeca zapłonowa   |                        |
|                   |    | 16       | Emmanuel de Graffenried                   | Maserati    | 5             | Awaria mechaniczna |                        |
|                   |    | 30       | Benoît Falchetto                          | Bugatti     | 2             | Skrzynia biegów    |                        |
| P                 | Nr | Kierowca | Konstruktor                               | Okr.        | Czas / Strata | Komentarz          |                        |

### Najszybsze okrążenie
Źródło: silhouet.com
| Nr | Kierowca            | Konstruktor | Czas   | Okr. |
| -- | ------------------- | ----------- | ------ | ---- |
| 8  | Jean-Pierre Wimille | Alfa Romeo  | 5:12,5 |      |